# 30025 Benfreed
30025 Benfreed è un asteroide della fascia principale. Scoperto nel 2000, presenta un'orbita caratterizzata da un semiasse maggiore pari a 2,2959467 UA e da un'eccentricità di 0,1649732, inclinata di 5,52929° rispetto all'eclittica.